# جان ماتسن
جان واکر ماتسن (به انگلیسی: John Walker Motson)

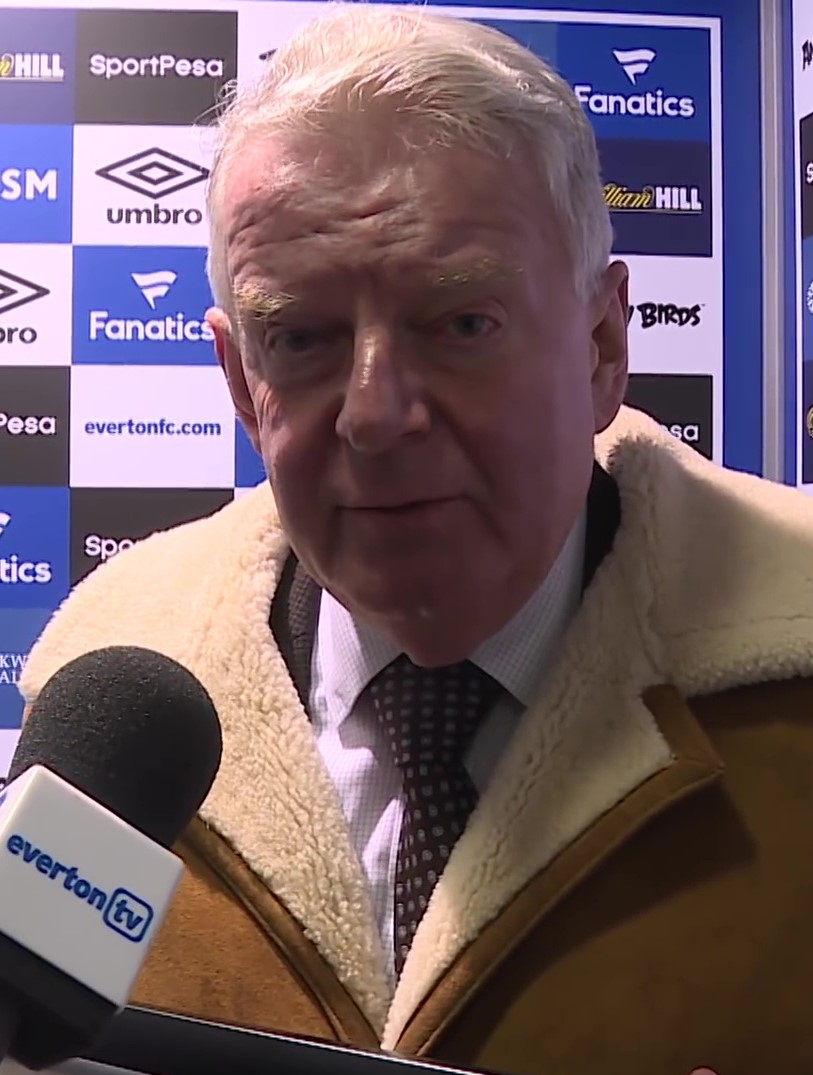

(زادهٔ ۱۰ ژوئیه ۱۹۴۵ سالفورد، انگلستان – درگذشتهٔ ۲۳ فوریهٔ ۲۰۲۳) مشهور به موتی (به انگلیسی: Motty) گزارشگر فوتبال و نویسنده اهل انگلستان بود. او برای بی‌بی‌سی اسپورت کار می‌کرد. ماتسن بازی‌های بازی فیفا هم گزارش کرده‌است.